# Henri Rosellen

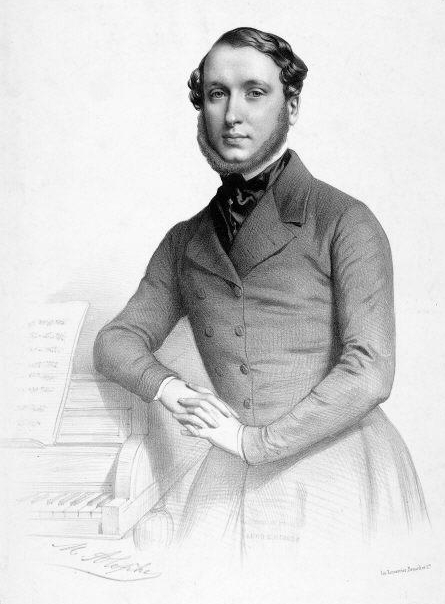
Henri Rosellen, litografi av Marie-Alexandre Alophe.

Henri Rosellen, född den 13 oktober 1811 i Paris, död där den 20 mars 1876, var en fransk kompositör.
Rosellen, som var elev vid Pariskonservatoriet, komponerade omkring 250 verk, mest salongsstycken för piano, varibland ett Rêverie, som en tid var oerhört populärt. Han författade även en pianoskola och en Manuel des pianistes.